# St. Joseph's
St. Joseph's es un pueblo canadiense situado en la provincia de Terranova y Labrador.

## Superficie
St. Joseph's tiene una superficie de 29,22 km².

## Demografía
En 2021, tenía 86 habitantes, una densidad poblacional de 2,9 hab./km², y 79 viviendas.